# Meslay-du-Maine
Meslay-du-Maine és un municipi francès situat al departament de Mayenne i a la regió de País del Loira. L'any 2007 tenia 2.671 habitants.

## Demografia

### Població
El 2007 la població de fet de Meslay-du-Maine era de 2.671 persones. Hi havia 1.195 famílies de les quals 413 eren unipersonals (134 homes vivint sols i 279 dones vivint soles), 436 parelles sense fills, 287 parelles amb fills i 59 famílies monoparentals amb fills.
La població ha evolucionat segons el següent gràfic:
Habitants censats

### Habitatges
El 2007 hi havia 1.323 habitatges, 1.204 eren l'habitatge principal de la família, 20 eren segones residències i 99 estaven desocupats. 1.098 eren cases i 196 eren apartaments. Dels 1.204 habitatges principals, 720 estaven ocupats pels seus propietaris, 461 estaven llogats i ocupats pels llogaters i 24 estaven cedits a títol gratuït; 22 tenien una cambra, 89 en tenien dues, 232 en tenien tres, 366 en tenien quatre i 495 en tenien cinc o més. 933 habitatges disposaven pel capbaix d'una plaça de pàrquing. A 599 habitatges hi havia un automòbil i a 410 n'hi havia dos o més.

### Piràmide de població
La piràmide de població per edats i sexe el 2009 era:
| Homes | Edats   | Dones |
| ----- | ------- | ----- |
| 0     | 95 o +  | 16    |
| 0     | 90 a 94 | 20    |
| 24    | 85 a 89 | 48    |
| 16    | 80 a 84 | 44    |
| 60    | 75 a 79 | 72    |
| 68    | 70 a 74 | 116   |
| 76    | 65 a 69 | 80    |
| 72    | 60 a 64 | 108   |
| 60    | 55 a 59 | 72    |
| 104   | 50 a 54 | 80    |
| 52    | 45 a 49 | 64    |
| 96    | 40 a 44 | 60    |
| 80    | 35 a 39 | 80    |
| 112   | 30 a 34 | 76    |
| 88    | 25 a 29 | 88    |
| 48    | 20 a 24 | 60    |
| 116   | 15 a 19 | 88    |
| 68    | 10 a 14 | 48    |
| 76    | 5 a 9   | 40    |
| 56    | 0 a 4   | 76    |

## Economia
El 2007 la població en edat de treballar era de 1.468 persones, 1.105 eren actives i 363 eren inactives. De les 1.105 persones actives 1.018 estaven ocupades (529 homes i 489 dones) i 87 estaven aturades (36 homes i 51 dones). De les 363 persones inactives 215 estaven jubilades, 93 estaven estudiant i 55 estaven classificades com a «altres inactius».

### Ingressos
El 2009 a Meslay-du-Maine hi havia 1.214 unitats fiscals que integraven 2.687 persones, la mediana anual d'ingressos fiscals per persona era de 15.982 €.

### Activitats econòmiques
Dels 159 establiments que hi havia el 2007, 4 eren d'empreses extractives, 3 d'empreses alimentàries, 13 d'empreses de fabricació d'altres productes industrials, 24 d'empreses de construcció, 34 d'empreses de comerç i reparació d'automòbils, 9 d'empreses de transport, 9 d'empreses d'hostatgeria i restauració, 1 d'una empresa d'informació i comunicació, 9 d'empreses financeres, 8 d'empreses immobiliàries, 15 d'empreses de serveis, 20 d'entitats de l'administració pública i 10 d'empreses classificades com a «altres activitats de serveis».
Dels 57 establiments de servei als particulars que hi havia el 2009, 2 eren oficines d'administració d'Hisenda pública, 1 gendarmeria, 1 oficina de correu, 3 oficines bancàries, 6 tallers de reparació d'automòbils i de material agrícola, 1 taller d'inspecció tècnica de vehicles, 2 autoescoles, 3 paletes, 6 guixaires pintors, 5 fusteries, 6 lampisteries, 3 electricistes, 6 perruqueries, 4 veterinaris, 4 restaurants, 3 agències immobiliàries i 1 tintoreria.
Dels 13 establiments comercials que hi havia el 2009, 1 era un supermercat, 1 una gran superfície de material de bricolatge, 1 una botiga de menys de 120 m², 2 fleques, 2 carnisseries, 1 una llibreria, 1 una botiga d'equipament de la llar, 1 una sabateria, 1 una botiga de mobles i 2 floristeries.
L'any 2000 a Meslay-du-Maine hi havia 54 explotacions agrícoles que ocupaven un total de 1.794 hectàrees.

## Equipaments sanitaris i escolars
El 2009 hi havia 1 centre de salut, 2 farmàcies i 1 ambulància.
El 2009 hi havia 1 escola maternal i 2 escoles elementals. Meslay-du-Maine disposava de 2 col·legis d'educació secundària amb 508 alumnes.

## Poblacions més properes
El següent diagrama mostra les poblacions més properes.